# Daniel Pennac
Daniel Pennac, * 1. decembra 1944 v Casablanci v Maroku je francoski pisatelj.
Oče je bil poklicni vojak (oficir) po rodu s Korzike, od tod tudi pisateljevo ime ob rojstvu. Otroštvo in rano mladost je preživel v francoskih kolonialnih garnizijah  v Afriki in v Jugovzhodni Aziji (nekdanja francoska Indokina).
Po dokončanju liceja v Nici delala kot lesorez, taksist, slikar in ilustrator.
Visokošolsko pedagoško izobrazbo je pridobil prav tako v Nici, Leta 1970 pa je postal učitelj književnosti v kraju Soissons, v bližini Pariza in nato posvetil 25 let delu z mladostniki s šolskimi težavami, večinoma iz vrst otrok priseljencev.
Pennac je začel pisati knjige za otroke v času bivanja v Braziliji med letoma 1978 in 1980. V to obdobje sodita uspešnici Cabot-Caboche (1982) in L'œil du loup (Volčje oko) (1984).
Kasneje je Pennac pisal politične satire, nato pa se mu je porodilo zanimanje za detektivke.
Svetovno znan je po svojih komičnih kriminalnih romanih o družini Malaussène (La Saga Malaussène), ki se dogaja v revnem in krimogenem pariškem okrožju Belleville, kjer je večina prebivalcev priseljencev iz različnih držav. Leta 1985 je bil objavljen prvi roman iz sage o gospodu Malaussènu, njegovi družini ter okolici:  Au bonheur des ogres (V veselje ljudožrcem) (1985). Poklic glavnega junaka sage, Benjamina Malaussèna je nenevaden: igra "grešnega kozla" v veleblagovnici; njegova naloga je pomiriti kupce z reklamacijami. Skupno je do leta 1999 objavil sedem romanov sage.
Svetovna uspešnica je tudi njegov opis muk učencev, ki so manj uspešni v šoli: Chagrin d'école (Šolske bridkosti) (2007), za katerega je prejel nagrado Renaudot 
»Šolske bridkosti« bi morali za domače branje prebrati vsi učitelji vseh stopenj, od vrtca do fakultete, vsi ravnatelji, vse mame in očetje, babice in dedki, tete in strici, bratranci in sestrične, vsi župani in županje, vsak zdravnik in zobozdravnik, vse medicinske sestre, socialne delavke, psihologi, šolske kuharice in hišniki, prodajalci in bančni uslužbenci, direktorji korporacij ali majhnih podjetji, sodniki, odvetniki in tožilci, vsi poslanci, ministri in predsedniki. Da bi se spomnili, kako so trpeli v šoli, in predvsem za to, da bi nikoli ne pozabili, kdo jih je rešil hudega in kako. In bi potem zares razumeli svoje otroke, učence, stranke, občane in občanke, paciente in uporabnike … Jih ne bi podcenjevali, temveč obravnavali dostojanstveno. Jih ne bi kritizirali, temveč spodbujali. Se jih ne bi sramovali, temveč bi z njimi upali … Ker bi zaupali. Sami sebi, zato tudi njim.— Manca Košir, Bilten založbe Modrian, 2010